# Логор Рибарска колиба
Логор Рибарска колиба или Логор у Марином Селу је био једно од бројних мучилишта у систему хрватских логора за Србе, коме су хрватске паравојне снаге ЗНГ и специјалне јединице хрватске полиције „Јесење кише” под командом Томислава Мерчепа, мучиле цивиле српске националности у мотелу „Рибарска колиба”, у близини Мариног Села (на путу између Пакраца и Кутине), у периоду 11. октобра 1991. до 29. марта 1992. године. Кроз овај логор је прошло више од 300 Срба, а око 100 Срба је убијено.

## Претходница

### Ситуација у СФРЈ
СФР Југославија је била федеративна држава састављена од 6 република(СР Словенија, СР Хрватска, СР Босна и Херцеговина, СР Црна Гора, СР Србија и СР Македонија). И држава СФРЈ и ЈНА су биле по својој дефиницији замишљене на братству и јединству свих народа и народности који су живели у СФРЈ. Друштвено-економско уређење СФР Југославије је био социјализам. Устав Југославије од 1974. године донео је децентрализацију СФРЈ, која је касније омогућила сепаратистичким снагама у Словенији и Хрватској, да започну разбијање Југославије, праћено крвавим ратовима и прогонима. У свим Уставима Југославије, Југословенска народна армија је била дефинисана као једина оружана сила на територији СФРЈ, а самим тиме и једини међународно признати војни субјекат. 
Крајем 1989. године, Скупштина СФРЈ доноси амандмане на Устав, па тако се једнопартијски систем замењује вишепартијски систем. Што је значило да поред једине до тада парије КПЈ, сада могу да се оснивају и друге странке. 

### Ситуација у СР Хрватској
Након одржаних вишестраначких избора у СР Хрватској 22. априла 1990. године у Хрватској је победила странка ХДЗ која је у свом политичком програму јасно истицала жељу за независности тј. одвајање СР Хрватске од СФРЈ. У целој СР Хрватској владала је велика еуфорија због победе ХДЗ на изборима, а након тога све чешће су се могле јавно видети слике усташких злочинаца (Анте Павелића, Алојзије Степинац, Макс Лубурић ...), усташки поздрави и чути усташке песме. Србима у СР Хрватској је то будило аветна сећања на прогоне и геноцид из времена НДХ.
Власт СР Хрватске у Загребу, коју су маја 1990. године формирали ХДЗ и Фрањо Туђман је током лета донела одлуку да формира себи и оружане снаге. Већ у пролеће су преузели контролу над полицијом, медијима, Тужилаштвом и државном управом. Тако је октобра и новембра 1990. године у СР Хрватску илегално увезена велика количина наоружања за потребе резервног састава полиције, чланова ХДЗ и ХОС. Ту акцију су водили Мартин Шпегељ и Јосип Бољковац, министри у тадашњој влади Хрватске. Контраобавештајна служба је снимила филм о овом злочиначком подухвату, а 27. јануара 1991. то и објавио на ТВ Београд. Стјепан Месић је годинама касније признао аутентичност овог документарног филма.
Од маја 1990. до септембра 1991. године ситуација се из дана у дан погоршавала и Срби у Хрватској су били страховито уплашени за своју личну сигурност и своје имовине. Редовно су се могли видети и усташки графити, а велики број Срба је преко телефона добијао претње да морају да се иселе из својих кућа и оду у СР Србију. Добијали су чак и претећа писма у којима је стајао потпис „ХДЗ”. Срби у Хрватској су добијали отказе на послу, а чак су им и деца у школама психо-физички малтретирана. У стамбеним зградама постојали су одређени чланови ХДЗ који су имали задатак да пазе на кретање својих комшија Срба.
У свим градовима СР Словеније и СР Хрватске 1991. где су биле и касарне ЈНА, долазило је до провокација и малтретирање војника и официра ЈНА, од стране хрватског становништва. Дешавало се да им градске власти искључују воду, струју, не дозвољавају доставу хране у касарну и др. У тим касарнама су се већином налазили војници на редовном одслужењу војног рока. Војници и официри ЈНА хрватске и словеначке националности, су од маја 1991. масовно дезертирали из ЈНА, одлазећи кућама, а многи су приступали ЗНГ или у специјалне јединице полиције.
Током пролећа 1991. дешавају се појединачни напади на насеља у којима живе Срби или нехрвати: Пакрац, Плитвице, Задар, Борово Село. 25. јуна 1991. Сабор СР Хрватске проглашава независност, док Влада СФРЈ дан касније ту одлуку проглашава неважећом. 7. јула 1991. је склопљен договор на Брионима између представника Словеније, Хрватске и остатка Југославије, уз посредовање Европске заједнице, где су Словенија и Хрватска пристале да замрзну своје одлуке о независности три месеца.

### Ситуација у Западној Славонији
Срби на овом подручју Западне Славоније представљају домицилно становништво које се ту налази још од средине 16. века.
Почетком 1991. године у многа места у Западној Славонији су доведени полицајци пореклом из Херцеговине. У пролеће 1991. Србе из свих насељених места на Билогори позивају на информативне разговоре и проверавања. У јавним листовима могу се видети чак и усташке пароле (Грубишнопољски лист бр. 91, од 19. јула 1991). Од марта месеца 1991. креће минирање српских локала у Дарувару и околини. А од маја 1991. су нестале све спомен-плоче и споменици жртвама и народним херојима из Другог светског рата.
Срби из општине Дарувар су организовали референдум за припајање Дарувара САО Крајини. Припадници МУП-а Хрватске долазе на гласачко место и скидају заставе, а контролоре хапсе. 12.8.1991. Постављају се полицијски пунктови на свим излазима из Гробишног Поља, Бјеловара, Подравске Слатине и Вировитице. Ноћу се често чује пуцњава из аутоматског оружја.
2. јула 1991. у селу Јакшић, крај Славонске Пожеге, које је етнички мешовито становништво, убијен је Јово Кљајић (р. 1938) у својој кући, а његови укућани су тешко малтретирани.
У ноћи између 18. и 19. јула 1991. припадници МУП-а Хрватске и ЗНГ су убили Гојковић Милицу (р. 1931), у једној помоћној згради на њеном имању, тако што су је запалили, јер се она пар дана раније распитивала о убиству њеног мужа и 15 других комшија Срба из даруварског села Кип.
Од 16. августа 1991. у Западној Славонији крећу незаконита хапшења, затварања, киднаповања, [мучења Срба, углавном цивила од стране хрватских паравојних јединица. Међу њима нестали су следећи Срби: Спасо Милошевић (полицајац на боловању), Кекеровић Млађен, Дмитар Станић, Драган Мачак и др. Сви они су киднаповани док су ишли на посао. Једино је пуштен Кекеровић Млађен јер је имао познанство са начелником СУП-а Бјеловар, Стојаном Густином. Хрватска пропаганда је ширила лажи да је ЈНА имала своја дејства у Западној Славонији и да угрожава Хрвате. Исто тако су стално говорили о присуству „четника” и све Србе су сврставали у четнике, иако четника није било у Славонији за време Другог светског рата, већ само партизана. Чак и за време постојања СФРЈ, када су постављане спомен-плоче невино убијеним жртвама народа Западне Славоније, екстремно оријентисани Хрвати су те плоче уништавали. Од септембра 1991. крећу и минирања српских кућа у селима око Подравске Слатине, Дарувара, Бјеловара и Грубишног Поља. Село Јасенаш је нападнуто 2. септембра 1991, а Иваново село је нападнуто 21. септембра 1991. ХДЗ је касније издао књигу „Откос” где је прецизно навео податке о организаторима и извршиоцима ових незаконитих радњи као и имена злочинаца са чиновима и улогама у том подухвату.
У [[Бјеловар}}]]у је постојала касарна ЈНА „Божидар Аџија” у којој је била смештена 265. моторизована бригада ЈНА. Та касарна је била под управом Пете војне области ЈНА са комадом у Загребу. Хрватске паравојне снаге су 29. септембра 1991. заузеле касарну ЈНА „Божидар Аџија” након вишесатне борбе са припадницима ЈНА и том приликом је почињен ратни злочин, када је убијено неколико заробљених војника и официра ЈНА. Исти дан је и мајор ЈНА Милан Тепић дигао складиште муниције у шумици „Бедник” у ваздух, усмртивши том приликом и себе и већи број хрватских снага.
Прогон српског становништва на подручју Западне Славоније почео је 29. октобра 1991. на основу одлуке коју је донео тзв. Кризни штаб Славонске Пожеге, којом је требало да се „евакуише” 26 села подно Папука и Псуња. Овај прогон је био први већи прогон становништва након Другог светског рата, који је имао и званичну наредбу. Пре саме акције „Откос” на подручју Источне Билогоре је убијено током јесени 1991. око 17 српских цивила.
Када је српско становништво избегло према Босни и Херцеговини, пошто се у то време тамо још није водио рат, одмах у је у српским селима уследила пљачка, минирање и паљење кућа све са циљем да се Србима онемогући повратак. Уништене су чак и православне светиње. Они Срби из споменутих села који нису отишли у Босну, остали су код рођака и пријатеља у суседним селима: Чечавачки Вучјак, Горњи Врховци и Шњегавић. То је дошло до организовања покрета отпора, формирања Територијалне Одбране и отпочеле су сеоске страже.
Тај отпор није дуго издржао, па су хрватске снаге у операцији Откос за 5 дана почетком новембра 1991. протерале више од 4.000 људи из 40 западнославонских села, а убили 30 људи. 10. децембра 1991. су хрватске снаге напале и уништиле још преостала 3 српска села на Билогори, која нису пружала отпор. Убијено је 67 људи, а уништено 616 кућа и 590 привредних објеката. Након ових акција, уништени су вредни културно-историјски споменици под заштитом УНЕСЦО-а и православне светиње: Храм светог Димитрија у Растовцу (подигнут у 17. веку) и црква Успенија Пресвете Богородице у Доњој Рашеници (саграђена 1709. године). У децембру 1991. због свих ових догађаја још 7.000 Срба из Западне Славоније напушта своје куће и одлази у Босну и Херцеговину или Србију.

## Оснивање логора
Овај логор је основан од специјалне јединце хрватске полиције „Јесење кише”, којом је командовао Томислав Мерчеп, 11. октобра 1991. године у мотелу „Рибарска колиба” у Марином Селу. Већина ликвидираних и мучених Срба који су доведени у овај логор је са подручја Пакраца, Дарувара, Кутине, Бјеловара, Гарешнице, Мославине и Загреба. Сви који су доведени у овај логор су незаконито ухапшени и доведени без судског налога. Довођени су у малим групама 10-20 људи.
Логор „Рибарска колиба” у Марином Селу био је део у систему хрватских логора за Србе у другој половини 1991. године.

## Услови у логору
Затвореници у овом логору су били смештени у једну подрумску просторију, док у другој просторији поред ове су били изложени тешким психо-физичким тортурама на разне начине, коју многи логораши нису преживели. О овом логору као и свим видовима мучења затвореника постоје аутентична сведочанства и документација. Овај логор је даноноћно обезбеђивало више од 30 припадника ЗНГ.
Ликвидација логораша из логора „Рибарска колиба” углавном је извршавана на обали реке Илове, недалеко од Лоње. Други логораши су морали да копају раке да би се сахрањивали убијени Срби, у плитким и необележеним гробницама. Обимну документацију о овим ужасним злочинима је прикупио Информациони центар Српског сабора, који је 21. децембра 1991. године обавестио ширу јавност о постојању оваквог логора на територији СР Хрватске, у Марином Селу. Обавештен је и тадашњи хрватски председник, Фрањо Туђман, али није ништа предузето да се овај логор затвори, а логораши пусте. Наређено је од хрватских власти да се гробнице у којима је било 100 српских лешева откопају, а затим остаци пренесу на друге непознате локације, у околини Мариног Села. Касније 19.2.1992. Хрватски хелсиншки одбор је ово потврдио. Исто је урађено и за други логор Стара Циглана у Пакрачкој Пољани, где су такође довођени српски цивили, мучени и убијани од припадника ЗНГ и специјалних јединица МУП-а Хрватске.

## Налогодавци и извршиоци
1. Дамир Ширац, командант јединице ЗНГ која је обезбеђивала логор
2. Гојко Врзић, заменик Дамира Ширца.
3. Томислав Мерчеп, командант специјалне јединице МУП-а Хрватске.
4. Миро Бајрамовић, заменик Томислава Мерчепа.
5. Томица Полето, припадник 72. батаљона ЗНГ
6. Жељко Тутић, припадник 72. батаљона ЗНГ
7. Дамир Куфнер, припадник 72. батаљона ЗНГ
8. Павле Ванцаш, припадник 72. батаљона ЗНГ
9. Антун Ивезић, припадник 72. батаљона ЗНГ
10. Давор Шимић, припадник 72. батаљона ЗНГ

## Имена жртава
1. Благоје Ћулибрк (1955),
2. Браниша Ћулибрк (1961),
3. Раде Татомировић (1956) из даруварског села Благородовица,
4. Бранко Бунчић (1954),
5. Мијо Данојевић (1938),
6. Филип Гојковић (1933),
7. Гојко Гојковић (1937),
8. Мијо Гојковић (1928),
9. Никола Гојковић (1927),
10. Раде Гојковић (1940),
11. Саво Гојковић,
12. Јово Т. Поповић (1934),
13. Јово С. Поповић (1920),
14. Милан Поповић (1929),
15. Петар Поповић (1944),
16. Петар Новковић (1940) из даруварског села Кип,
17. Слободан Кукић (1949),
18. Јосип Цицвара (1914),
19. Саво Максимовић (око 1950),
20. Јово Жестић (1930), из Пакрачке Клисе,

### Преживели мучења у логору
1. Бранко Станковић, из даруварског села Кип
2. Крајновић Мијо, из даруварског села Кип
3. Крајновић Јово, из даруварског села Кип
4. Бунчић Милка, из Пакрачке Клисе
5. Јека Жестић, из Пакрачке Клисе
6. Никола Ивановић, из Пакрачке Клисе

## Последице
Преживели логораши у логору Рибарска Колиба су сведочили испред државних органа Републике Српске Крајине и СР Југославије о томе шта се дешавало у овом логору, како су доведени тамо и шта су све преживели. Информациони центар Српског Сабора је прикупљао доказе и документовао сведочења логораша Рибарске Колибе, који су касније и објављени.
Крајем марта 1992. у селу Јакшић (општина Славонска Пожега), чланови ХДЗ, које су предводили Илија Шутало и Славко Калаш, спалили су неколико десетина кућа и привредних објеката, чији су власници Срби. По наредби тзв. Кризног Штаба села Јакшић, те запаљене куће нико није смео да их гаси.
У насељима Западне Славоније долази до велике акције минирања српских кућа, чак и када су укућани унутра. То је организовано и извршавано од припадника Вировитичке бригаде ЗНГ, којом је командовао Ђуро Дечак.
У Хрватској се наставља исељавање српског становништва, јер су били у страху за своју личну сигурност и сигурност своје имовине.

### Суђења и пресуде
1992. године хрватско тужилаштво подиже оптужницу против неколико припадника Јединице за посебне намене МУП-а Хрватске „Јесење кише”. Међутим, када је Владимир Шекс дошао на место Јавног тужиоца, сви су ослобођени, према хрватском Закону о опросту.
2005. године, Жупанијски суд у Загребу је правоснажно осудио 5 припадника МУП-а Хрватске на казне од 3 до 12 година затвора због убиства у Пакрачкој пољани 4 Срба, а поступак је покренут тек када је Миро Бајрамовић, један од осуђених, јавно проговорио о тим злочинима 1997.
2008. године хрватско правосуђе је процесуирало 6 припадника војне полиције Хрватске: Томица Полето, Жељко Тутић, Дамир Куфнер, Павле Ванцаш, Антун Ивезић и Давор Шимић, припадника 76. батаљона ЗНГ. То је учињено тек на иницијативу Хашког трибунала, који је доставио доказе и сведочења преживелих Срба. 
Марта 2009. године Жупанијски Суд у Славонској Пожеги је оптуженим припадницима хрватске војске изрекао у првостепеној пресуди казне од 1 до 16 година затвора.
Врховни суд Хрватске је 23. марта 2010. због грешака у вођењу предмета укинуо ову пресуду Жупанијског Суда у Славонској Пожеги. Па је предмет „Рибарска колиба” пребачен на Жупанијски Суд у Осијеку где је поновљено суђење оптуженима.
Јуна 2011. године, Жупанијски Суд у Осијеку доноси пресуду којом је осуђено 2 припадника хрватске војске: Томица Полето (44) на 15 година затвора и Жељко Тутић (42) на 12 година затвора. Док су Дамир Куфнер, Павле Ванцаш и Давор Шимић ослобођени због како је наведено „недостатака доказа”, а Антун Ивезић је такође ослобођен због „застарелости” кривичног гоњења.
9. децембра 2010. године Хрватско тужилаштво на иницијативу међународне организације Амнести интернешенел, хапси Томислава Мерчепа, оснивача Јединце за посебне намене МУП-а Хрватске „Јесење кише”, која је и основала више логора за мучење Срба, међу којима и „Рибарска Колиба”. Суђење Мерчепу и данас траје. У његовој оптужници стоји да је оптужен за незаконито хапшење 53 Срба од чега је 43 убијено, троје се води као нестало, а седмеро је преживело мучење и злостављање.

## Скривање логора
Мисије европских посматрача и Међународног Црвеног крста, за време рата у Хрватској 1991-1995, никада нису дошле у логор у Марино Село.